# Emperador Zhao de Han
Han Zhaodi (漢昭帝) (94-74 a. C.) fue un emperador chino de la Dinastía Han del 87 al 74 a. C. Su nombre personal era Liu Fuling (劉弗陵).
Liu Fuling era el hijo menor del emperador Wu de Han. El emperador Wu tenía ya 62 años en el momento de su nacimiento. Liu Fuling subió al trono después de la muerte de su padre en 87 a. C., Solo tenía 8 años, y Huo Guang fue designado como regente.
El largo reinado de su padre dejó un imperio poderoso, pero la situación financiera era delicada. El emperador, aconsejado por Huo Guang, tomó la iniciativa de reducir los impuestos, así como los gastos públicos. Consecuentemente, la dinastía Han conoció una nueva era de prosperidad.
El emperador Han Zhaodi murió después de un reinado de 13 años, cuando solo tenía 21. Fue enterrado en Han Pingling (漢平陵), cerca de la actual Xianyang en Shaanxi. Liu He, su sobrino, le sucedió bajo el nombre de Príncipe de Changyi.

## Nacimiento y niñez
En 94 a. C., Liu Fuling nació de una concubina favorita del emperador Wu, la concubina Zhao, que llevaba el título de Señora Gouyi (钩弋夫人). La concubina Zhao pretendía haber tenido una gestación que duró 14 meses, la misma duración que la del mítico emperador Yao.
En 91 a. C., su hermano Liu Ju, el príncipe heredero titular fue acusado de practicar la brujería contra su padre y, después de haber sido obligado a una rebelión, Liu Ju se suicidó.
Después de la muerte del príncipe Liu Ju, el emperador Wu designó al joven Liu Fuling como príncipe heredero del trono imperial. El emperador escogió igualmente como regente a Huo Guang que consideraba competente y fiel. Ordenó igualmente el suicidio de la madre del Príncipe Fuling, la concubina Zhao. Poco después de esta oficialización, el emperador Wu murió en 87 a. C. El príncipe heredero Liu Fuling subió al trono imperial a la edad de 8 años.

## Nombres de era
- Shiyuan (始元. shĭ yúan) 86 – 80 a. C.
- Yuanfeng (元鳳. yúan fèng) 80 – 75 a. C.
- Yuanping (元平. yúan píng) 74 a. C.